# Splošna bolnišnica Celje
Splošna bolnišnica Celje je regijska splošna bolnišnica s sedežem na Oblakovi ulici 5, Celje, ki skrbi za celovito bolnišnično in ambulantno zdravstveno oskrbo na vseh ravneh zdravstvene dejavnosti.

## Zgodovina
Leta 1874 je takratna celjska mestna oblast odkupila Hofferjevo posestvo in ga preuredili v namene bolnišnice z okoli 80 posteljami. Čez tri leta, 27. oktobra 1887, so odprli Gizelino bolnišnico, poimenovano po cesarjevi hčeri. Bolnišnica je imela dva oddelka in 174 bolniških postelj. Posedovala je kirurško ordinacijsko sobo, operacijsko dvorano ter lekarno. Čez nekaj let so bile dograjena še dodatna operacijska dvorana, rentgenološka soba in infekcijska bolnišnica. Leta 1931 dogradijo ginekološko-porodniški oddelek s 74 posteljami ter v nadaljnjih desetletjih več oddelkov.
Leta 1980 se začne največja do takratna investicija - gradnja novega objekta, velikega 28.903 m2. Predvideno odprtje se je zamaknilo zaradi finančnih težav ter uničujočih poplav leta 1990. Bolnišnica leta 1993 preide izpod Zdravstvenega doma Celje v samostojni javni zavod Splošna bolnišnica Celje. Leta 1997 končajo novogradnjo.
30. decembra 2015 z delovanjem začne nov urgentni center, ki koncem leta 2016 prevzame še dejavnost mobilne reševalne enote nujne medicinske pomoči.

## Vodstvo
- Direktor bolnišnice: Dragan Kovačić, v. d.
- Strokovni direktor: Franc Vindišar
- Pomočnice direktorja: Darja Plank, Damjana Medved Arbeiter, Barbara Gradišnik, Margareta Guček Zakošek

## Oddelki
- Oddelek za skupne potrebe kirurgije
- Oddelek za splošno in abdominalno kirurgijo
- Travmatološki oddelek
- Oddelek za plastično in rekonstruktivno kirurgijo ter kirurgijo roke
- Otroški oddelek kirurških strok
- Oddelek za žilno kirurgijo
- Oddelek za intenzivno interno medicino
- Kardiološki oddelek
- Oddelek za bolezni prebavil
- Oddelek za bolezni ledvic in dializo
- Oddelek za angiologijo, endokrinologijo in revmatologijo
- Oddelek za hematologijo in onkologijo
- Urgentni center Celje
- Ginekološko-porodniški oddelek
- Nevrološki oddelek
- Oddelek za infekcijske bolezni in vročinska stanja
- Urološki oddelek
- Oddelek za ortopedijo in športne poškodbe
- Oddelek za otorinolaringologijo in cervikofacialno kirurgijo
- Očesni oddelek
- Oddelek za maksilofacialno in oralno kirurgijo
- Oddelek za anesteziologijo, intenzivno medicino operativnih strok in terapijo bolečin
- Otroški oddelek
- Dermatovenerološki oddelek
- Transfuzijski center
- Radiološki oddelek
- Oddelek za nuklearno medicino
- Oddelek za medicinsko rehabilitacijo
- Oddelek za patologijo in citologijo
- Oddelek za laboratorijsko medicino
- Lekarna
- Robotska kirurgija